# Cable para bocina

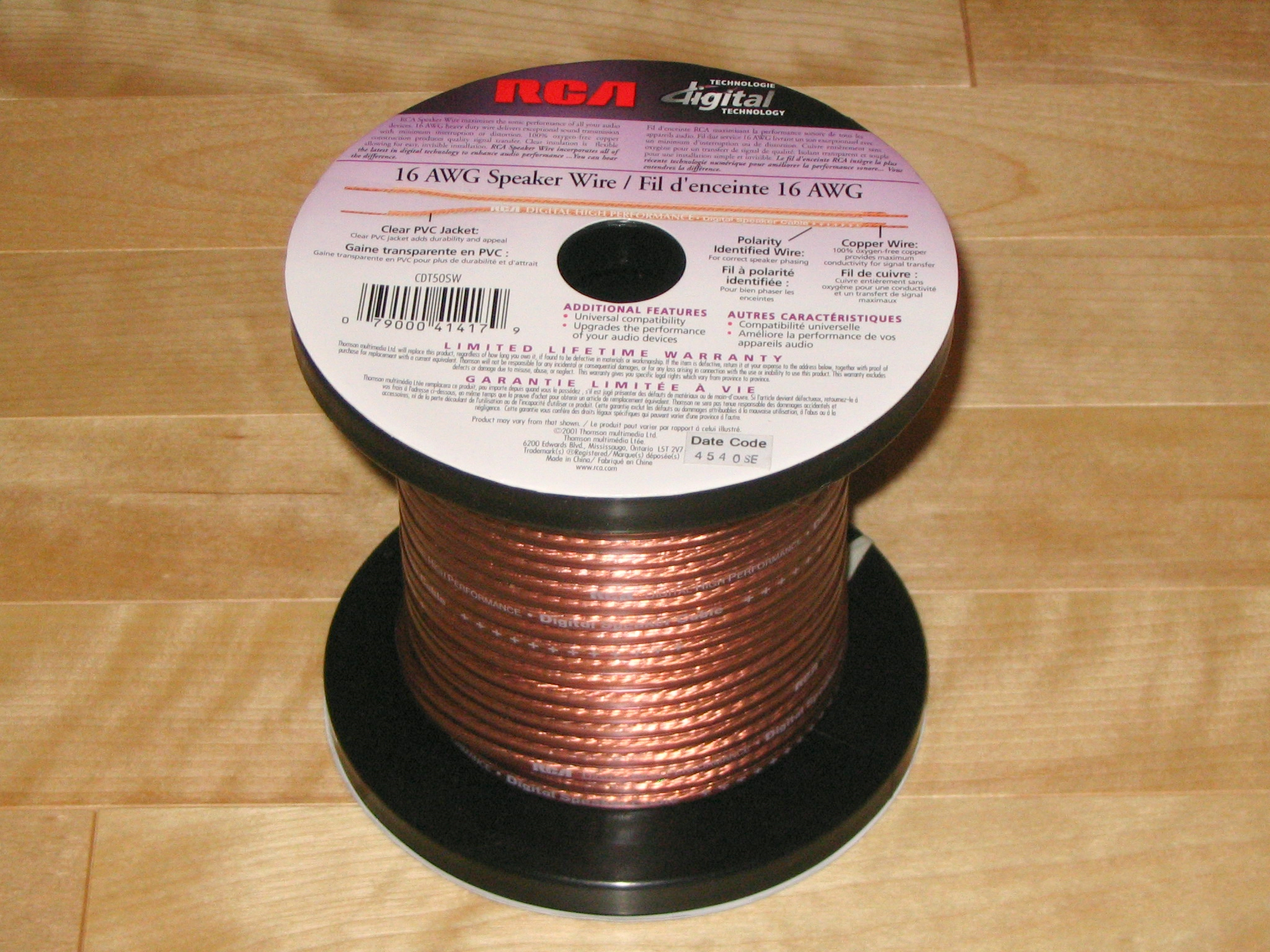
Cable para bocinas bifilar de cobre

El cable para bocina se emplea para realizar conexiones eléctricas entre altavoces y amplificadores de audio. El cable para bocinas moderno consta de dos o más conductores eléctricos aislados individualmente por plástico (tal como PVC, PE o teflón) o, menos comúnmente, caucho. Los dos cables eléctricamente son idénticos, pero son marcados para identificar la polaridad correcta de la señal de audio. Regularmente, el cable para bocina generalmente viene en forma de cordón de cierre (cable bipolar).
El efecto del cable para bocina sobre la señal que transporta ha sido un tema muy debatido en los mundos de audio filos y de alta fidelidad. La precisión de muchos reclamos publicitarios en este punto ha sido discutido por ingenieros que enfatizan que la simple resistencia eléctrica es por mucho la característica más importante del cable para bocina.

## Historia
El cable para bocina era normalmente alambre de cobre trenzado, aislado con cinta de tela, papel encerado o caucho. Para aplicaciones portátiles, se empleaba cordón eléctrico común, trenzado en pares por razones mecánicas. Los cables normalmente se soldaban en su lugar en los extremos. Otras terminaciones eran postes de conexión, tiras de bornes y terminales de espada para conexiones de bayoneta. Los conectores de punta y camisa entraron en uso como conexiones convenientes durante las décadas de 1920 y 1930.
Algunos cables para bocinas de diseño temprano contaban con un par adicional de cables para corriente directa rectificada para proveer la potencia eléctrica al electro-magneto del altavoz. Esencialmente todas las bocinas de manufactura actual emplean imanes permanentes, una práctica que desplazo a las bocinas de campo electromagnético en las décadas de 1940 y 1950.

## Explicación
El cable para bocina es un componente eléctrico pasivo descrito por su impedancia eléctrica, Z. La impedancia puede descomponerse en tres componentes, las cuales determinan su desempeño: La componente real (resistencia) y las dos componentes imaginarias (capacitancia e inductancia). El cable para bocina ideal no tiene resistencia, capacitancia o inductancia. Entre más corto y grueso sea un cable tendrá menor resistencia, debido a que la resistencia eléctrica de un cable es proporcional a su longitud e inversamente proporcional al área de su sección transversal (excepto para superconductores). La resistencia del cable tiene el mayor efecto en su desempeño. La capacitancia y la inductancia del cable tienen menos efecto debido a que son despreciables con respecto a la capacitancia e inductancia de un altavoz. En tanto la resistencia del cable para bocina se mantenga por debajo del 5% de la impedancia del altavoz, el conductor será adecuado para uso casero.
Los cables para bocina se eligen basándose en el precio, calidad de la construcción, propósito estético y conveniencia. El cable trenzado es más flexible que el cable sólido y es recomendable para equipos portátiles. Para un cable que será expuesto en vez de instalarse en el interior de un muro, debajo de registros en el piso o cubierto por molduras (como en casa), la apariencia puede ser un beneficio, pero es irrelevante con respecto a las características eléctricas. Un mejor recubrimiento puede ser más grueso o pesado, de menor reactividad química con el conductor, con menos posibilidades de enredarse y más fácil de tirar a través de un grupo de otros cables o puede incorporar un número de técnicas de blindaje para usos no-domésticos.

## Resistencia
La resistencia es por mucho la especificación más importante del cable para bocina. Cable para bocina de baja resistencia permite que una mayor potencia del amplificador energice la bobina de voz de un altavoz. 
| Calibre del cable  | 2 Ω carga | 4 Ω carga | 6 Ω carga | 8 Ω carga |
| ------------------ | --------- | --------- | --------- | --------- |
| 22 AWG (0,326 mm²) | 0,9 m     | 1,8 m     | 2,7 m     | 3,6 m     |
| 20 AWG (0,518 mm²) | 1,5 m     | 3 m       | 4,5 m     | 6 m       |
| 18 AWG (0,823 mm²) | 2,4 m     | 4,9 m     | 7,3 m     | 9,7 m     |
| 16 AWG (1,31 mm²)  | 3,6 m     | 7,3 m     | 11 m      | 15 m      |
| 14 AWG (2,08 mm²)  | 6,1 m     | 12 m      | 18 m*     | 24 m*     |
| 12 AWG (3,31 mm²)  | 9,1 m     | 18 m*     | 27 m*     | 36 m*     |
| 10 AWG (5,26 mm²)  | 15 m      | 30 m*     | 46 m*     | 61 m*     |

* aunque en teoría el alambre más grueso puede tener longitudes más largas, las longitudes para el hogar recomendadas no debe superar los 15 m